# Bni Ansar
Bni Ansar (arabiska: بني انصار) är en stad i Marocko. Den ligger i provinsen Nador och regionen Oriental, 400 km öster om huvudstaden Rabat. Antalet invånare var 56 582 vid folkräkningen 2014.